# Danuta Hajdukiewicz
Danuta Antonina Hajdukiewicz (z domu Kurzępa) (ur. 17 stycznia 1926 w Zwierzyńcu, zm. 19 kwietnia 2020 w Warszawie) – doktor nauk medycznych, psychiatra i nauczyciel akademicki.

## Życiorys
Pierwsza dyrektor Szpitala Specjalistycznego dla Psychicznie i Nerwowo Chorych w Ciborzu, p.o. Kierowniczki Kliniki Psychiatrii Sądowej w Instytucie Psychiatrii i Neurologii w Warszawie w latach 1990–2002. Nauczyciel akademicki na Uniwersytecie Warszawskim, Akademii Teologii Katolickiej i Uczelni Łazarskiego.
Autorka blisko 100 publikacji z zakresu psychiatrii sądowej, w tym kilku pozycji książkowych.
Odznaczona Złotym Krzyżem Zasługi.

## Wybrana bibliografia autorska
- Opiniowanie sądowo-psychiatryczne w sprawach cywilnych (Instytut Psychiatrii i Neurologii, Warszawa, 2004; ISBN 83-85705-71-6) wyd. I
- Podstawy prawne opiniowania sądowo-psychiatrycznego w postępowaniu karnym, w sprawach o wykroczenia oraz w sprawach nieletnich (Instytut Psychiatrii i Neurologii, Warszawa, 2004; ISBN 83-85705-53-8) wyd. I
- Unormowania prawne opiniowania sądowo-psychiatrycznego w sprawach karnych i w sprawach nieletnich: podstawowe wiadomości dla specjalizujących się w psychiatrii (Instytut Psychiatrii i Neurologii, Warszawa, 2002; ISBN 83-85705-62-7)
- Zagadnienia psychiatrii sądowej. Cz. 1, Podstawy prawne i medyczne (Instytut Psychiatrii i Neurologii, Warszawa, 2016; ISBN 978-83-61705-27-7)